# Saint-Laurent-sur-Othain
Saint-Laurent-sur-Othain – miejscowość i gmina we Francji, w regionie Grand Est, w departamencie Moza.
Według danych na rok 1990 gminę zamieszkiwało 377 osób, a gęstość zaludnienia wynosiła 22 osób/km² (wśród 2335 gmin Lotaryngii Saint-Laurent-sur-Othain plasuje się na 680. miejscu pod względem liczby ludności, natomiast pod względem powierzchni na miejscu 261.).